# 県会議事堂前駅
県会議事堂前駅（けんかいぎじどうまええき）は、山梨県甲府市丸の内一丁目（当時は橘町）にあった山梨交通電車線の電停である。
当電停は1953年の電車線ルート変更前、旧線時代にあった電停である。

## 概要
山梨交通電車線は晩年、甲府駅前電停から東に出て南へまっすぐ舞鶴通りを抜けていたが、元々は駅前電停自体が西寄りにあり、そこから西に出て駅前広場を抜けて県会議事堂・県庁の西を通り、その敷地が切れるところで東に進路を変えるという鍵の手のルートで舞鶴通りに入っていた。
当電停はその当時に存在した電停で、甲府駅前までの全通の翌年、1933年（昭和8年）に新規に設置されたものである。俗に「三角地帯」と呼ばれた飲食街の横を通り抜け、県会議事堂の正門を通り抜けた先、「県庁前」交差点の先に存在した。
周囲は駅前の目抜き通りであり、東側の官庁街と西側の商店街にはさまれた非常に繁華な場所で、駅前すぐの場所ということもあって人通り・車通りも非常に多かった。
しかし、1953年（昭和28年）に戦災復興事業の一環で平和通りが整備されるとともに、舞鶴通りが舞鶴公園の敷地を一部利用して中央本線近くまで延伸した。さらに山梨交通自身が国鉄とのホームを介した連絡運輸を期待して駅前電停を広場東側に移し、甲府駅前-警察署前間を舞鶴通り上に移転することを決定したため、旧線は廃止されることになった。これにより同年9月、当電停は旧線と運命を共にして廃止された。

## 歴史
- 1933年（昭和8年）3月7日：開業。
- 1953年（昭和28年）9月：ルート切り替えにより廃駅。

## 廃線後の状況
路面区間の電停ということもあり痕跡はない。それ以前に周囲の街路が平和通りとして大拡張されてしまっており、建物も改築されて電車が通っていたことすら想像するのが困難である。

## 隣の駅
山梨交通
電車線（旧線）
甲府駅前駅 - 県会議事堂前駅 - 県庁前駅